# シリコーンゴム
シリコーンゴム（英: silicone rubber シリコーン・ラバー）とは、シリコーン樹脂（シリコーンを主成分とする合成樹脂）のうち、ゴム状（ラバー状）のもの。「シリコンゴム」「シリコンラバー」「ケイ素ゴム」とも言われる。
耐熱・耐水・耐薬品性に優れている。

## 用途
上述の特性を活かして、きわめて幅広い用途に用いられている。
たとえばシール剤、保護用部品、メス型（モールド）などとして、分野を限定せず、広く用いられている。
保護部品
たとえば身近なところでは電卓、デジタルオーディオプレーヤーなどのケースなどにも使われている。
スポーツ用
身近なところでは、水泳の耳栓や水泳帽にも使われている。
調理用
耐熱性や柔らかさを活かして、鍋つかみ、鍋敷き、ケーキの型などに使われている。
医療用
生体への影響が少なく、前述の特性から体液に触れても変質しにくいため、医療では弾性材料や繊維材料として利用されており、前者ではバルーンカテーテル、後者では気体透過性が良い事から人工心肺膜としても利用されている。歯科医療などの型取り剤、美容整形手術の充填剤などにも用いられている。
- シリコンラバー製の耳栓
- シリコンラバー製の水泳帽
- シリコンラバー製の鍋つかみ
- シリコンラバー製のケーキ型。「230℃まで耐える」などと表記されている。簡単にリング状のケーキができ、シリコンラバーは自在に変形するので、焼きあがったケーキを抜くのも容易。
- フランスの焼き菓子 カヌレのための型
- シリコンラバー製のキーパッド
- シリコンラバー製のグロメット。この例では振動を伝えないようにするために使われている。
- 人工心臓のボール式バルブ
- シリコンラバーを用いたマスク

## 材料
なお、シリコーンゴム（シリコーンラバー）の元となる素材（材料）は、液体の状態で市販されており、触媒を加える事でシリコーンの重合反応により硬化する。反応のタイプにより付加反応型と縮合反応型とに大別される。